# Littlest Pet Shop
Littlest Pet Shop är en franchise med leksaker och tecknade serier som ägs av Hasbro och för närvarande drivs under licens med Basic Fun!. Den ursprungliga tecknade serien producerades av Kenner i början av 1990-talet. Franchisen återlanserades 2005 och det finns för närvarande över 3 000 olika leksaker att samla på, i form av leksakshusdjur, som har skapats sedan dess.

## TV-serier
1995 gjordes en animerad tv-serie baserad på franchisen av Sunbow Productions och Jean Chalopin Creativite et Developpement. En andra animerad tv-serie som nu producerades av Hasbro Studios gjordes 2012. En tredje animerad tv-serie Littlest Pet Shop: A World of Our Own startade 2018.